# سيرجيو ساميتيير
سيرجيو ساميتيير (بالإسبانية: Sergio Samitier)‏ (و. 1995  م) هو دراج إسباني، ولد في بربشتر.

## التصنيف
| السنة     | 2019 | 2020 | 2021 | 2022 | 2023 | 2024 |
| --------- | ---- | ---- | ---- | ---- | ---- | ---- |
| عالمي     | 1110 | 417  | 1015 | 2117 | 2316 | 1310 |
| أوروبا    | 787  | 341  | 754  | 1327 | -    | -    |
|           |      |      |      |      |      |      |
| مصدر: UCI |      |      |      |      |      |      |

## سجل الفوز

### سباقات أو مراحل فاز بها
| التاريخ        | السباق                           | المركز                                                |
| -------------- | -------------------------------- | ----------------------------------------------------- |
| 01 يناير 2016  | 2016 Nafarroako Itzulia          | الرابع في التصنيف العام                               |
| 13 مايو 2018   | فويلتا أرغون 2018                | السابع في تصنيف أفضل شاب                              |
| 01 يناير 2019  | طواف أندلوسيا 2019               | التاسع في تصنيف الجبال                                |
| 10 فبراير 2019 | فولتا فالنسيا 2019               | العاشر في تصنيف أفضل شاب                              |
| 26 أبريل 2019  | جيرو ديل ترينتينو 2019           | الفائز في ترتيب التسلق                                |
| 23 يونيو 2019  | روتي دو سود 2019                 | التاسع في تصنيف الجبال                                |
| 17 أغسطس 2019  | طواف برغش 2019                   | الخامس في تصنيف أفضل شاب                              |
| 15 سبتمبر 2019 | طواف إسبانيا 2019                | الثالث في تصنيف الجبال                                |
| 25 أكتوبر 2020 | طواف إيطاليا 2020                | المرتبة 13 في التصنيف العام، الرابع في تصنيف أفضل شاب |
| 13 يونيو 2021  | طواف سويسرا 2021                 | الثالث في تصنيف الجبال                                |
| 18 يوليو 2021  | سيتيمانا سيسليستا إيتاليانا 2021 | السادس في التصنيف العام                               |
| 21 أبريل 2023  | جيرو ديل ترينتينو 2023           | الفائز في ترتيب التسلق                                |